# Monsanto (Alcanena)
Monsanto is een plaats (freguesia) in de Portugese gemeente Alcanena en telt 931 inwoners (2001).